# Booty
«Booty» —en español: trasero— es una canción interpretada por la cantante y bailarina estadounidense Jennifer Lopez, escrita por ella, Cory Rooney, Benny Medina, Pitbull, Chris Brown, Asia Bryant, Lewis D. Gittus, Tedra Renee Wilson, Danny Omerhodic y Diplo e incluida en su octavo álbum de estudio, A.K.A.. Compuesta a manera de canción dance con influencias de hip hop. La canción posee la instrumentación y algunos fragmentos de «Dat A Freak» de Diplo y Swick, y cuenta con la participación de la rapera australiana Iggy Azalea en la versión remix de la misma.

## Antecedentes y descripción
Inicialmente titulada como «Big Booty», la canción fue rechazada por Lopez, quien no le gustaba la idea de tener una canción que hablara sobre una parte de su cuerpo, declarando en el programa de televisión de Jimmy Kimmel que: «Jamás se me habría ocurrido cantar sobre mi trasero de forma tan natural, y menos aún optar por un título que deja tan poco a la imaginación», Después de varias resistencias, Lopez reprodujo la versión de demostración en su coche, al lado de sus hijos, afirmó entonces que al instante les encantó la pista: «...un día estaba con mis hijos en el coche, escuchando la maqueta de la canción, les encantó y se volvieron locos, y por eso la grabé». Posteriormente, durante un almuerzo en Malibú, donde debutó varias canciones de A.K.A., Lopez habló de la pista, diciendo: «Lo que es especial para mí es que siempre e incursionado en todo. En este disco, lo hice todo. Esto es lo que soy y tengo que aceptar todo eso y ser lo más honesta que puedo ser».
«Booty» es una canción dance, con un peculiar sonido de oriente medio, mientras que sus letras tratan sobre invitar a las chicas a la pista de baile para pasar un buen rato y bailar, agitando su trasero.

## Recepción

### Comentarios de la crítica
La canción recibió comentarios generalmente positivos, elogiándola como divertida.[cita requerida] Amaya Mendizabal de Billboard calificó la pista como «un registro masivo de baile», escribiendo que «el éxito potencial ruega por una tropa de baile y una coreografía grave». Mike Wass de Idolator accedió, dándole el nombre de un «baile violento» también elogió a López y la colaboración de Iggy Azalea. Rory Cashin de Entertainment también elogió los versos de Azalea, calificándolo como «divertido». Anupa Mistry de Spin llama al verso de Pitbull «voraz», escribiendo que se trata de «una pareja de inspiración que, probablemente, va a matar la radio»
Jazz Tangcay de So So Gay describe la canción como «un himno de fiesta con un ambiente de Oriente Medio». Phil Mogredien de The Observer escribió que «en la canción se encuentran Lopez y Azalea celebrando sobre traseros grandes a la moda de forma espectacularmente divertida».

## Posicionamiento en listas

### Semanales
| Alemania          | Media Control Charts             | 78  |
| Australia         | Australian Chart                 | 27  |
| Bélgica (Flandes) | Ultratip 40                      | 5   |
| Bélgica (Valonia) | Ultratip 50                      | 5   |
| Canadá            | Canadian Hot 100                 | 11  |
| Corea del Sur     | Gaon International Digital Chart | 25  |
| Estados Unidos    | Billboard Hot 100                | 18  |
| Estados Unidos    | Hot Dance Club Songs             | 1   |
| Estados Unidos    | Latin Air Play                   | 1   |
| Estados Unidos    | Streaming Songs                  | 46  |
| Filipinas         | Myx International Top 20         | 7   |
| Francia           | French Singles Chart             | 93  |
| Israel            | Media Forest                     | 2   |
| India             | Saavn Weekly Top Songs           | 76  |
| Líbano            | Lebanese Top 20                  | 20  |
| Nueva Zelanda     | NZ Top 40 Singles Chart          | 30  |
| Suiza             | Schweizer Hitparade              | 70  |
| Escocia           | Official Charts Company          | 31  |
| Reino Unido       | UK Singles Chart                 | 137 |